# Pierre Eyckens
Pierre Eyckens ou Peter Ykens, dit le Vieux (né vers 1648 à Anvers, mort vers 1695) est un peintre flamand principalement connu pour ses tableaux historiques et ses portraits.

## Biographie
Il est né à Anvers, fils de Johannes Ykens, sculpteur et peintre, et de sa seconde épouse Barbara Brekevelt. Il est baptisé le 30 janvier 1648. Il est le frère du peintre de fleurs Catarina Ykens II. Il est formé par son père.

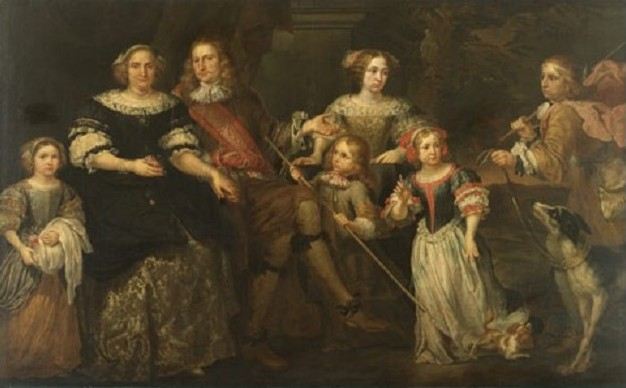
Portrait de la famille Lacroix d'Angimont

Selon le biographe français Jean-Baptiste Descamps, Ykens a l'intention, comme tant d'autres de ses compatriotes, de se rendre à Rome, mais il se marie et puis abandonne l'idée du voyage en Italie. Descamps écrit ensuite qu'il essaye de compenser cet échec en étudiant des gravures d'après des œuvres italiennes, des antiquités italiennes et des reliefs en plâtre pour affiner ses connaissances.
Son épouse est Maria Anna van Bredael, fille du peintre Pieter van Bredael, et leur marriage est consacré le 14 juillet 1671. Le couple a 11 ou peut-être 13 enfants. Il est admis dans l'année de guilde 1673-1674 comme maître de la Guilde de Saint-Luc d'Anvers. Sa carrière ne décolle pas immédiatement et les premières années, il travaille pour Antoon van Leyen, un échevin d'Anvers, à un tarif journalier. Peu à peu, sa fortune s'améliore et il reçoit des commandes de retables à Anvers et à Malines. Il peint également des portraits, dont un portrait du roi Charles II d'Espagne. Il reçoit également des commandes pour la conception de tapisseries. En 1689, il est élu doyen de la Guilde de Saint-Luc.

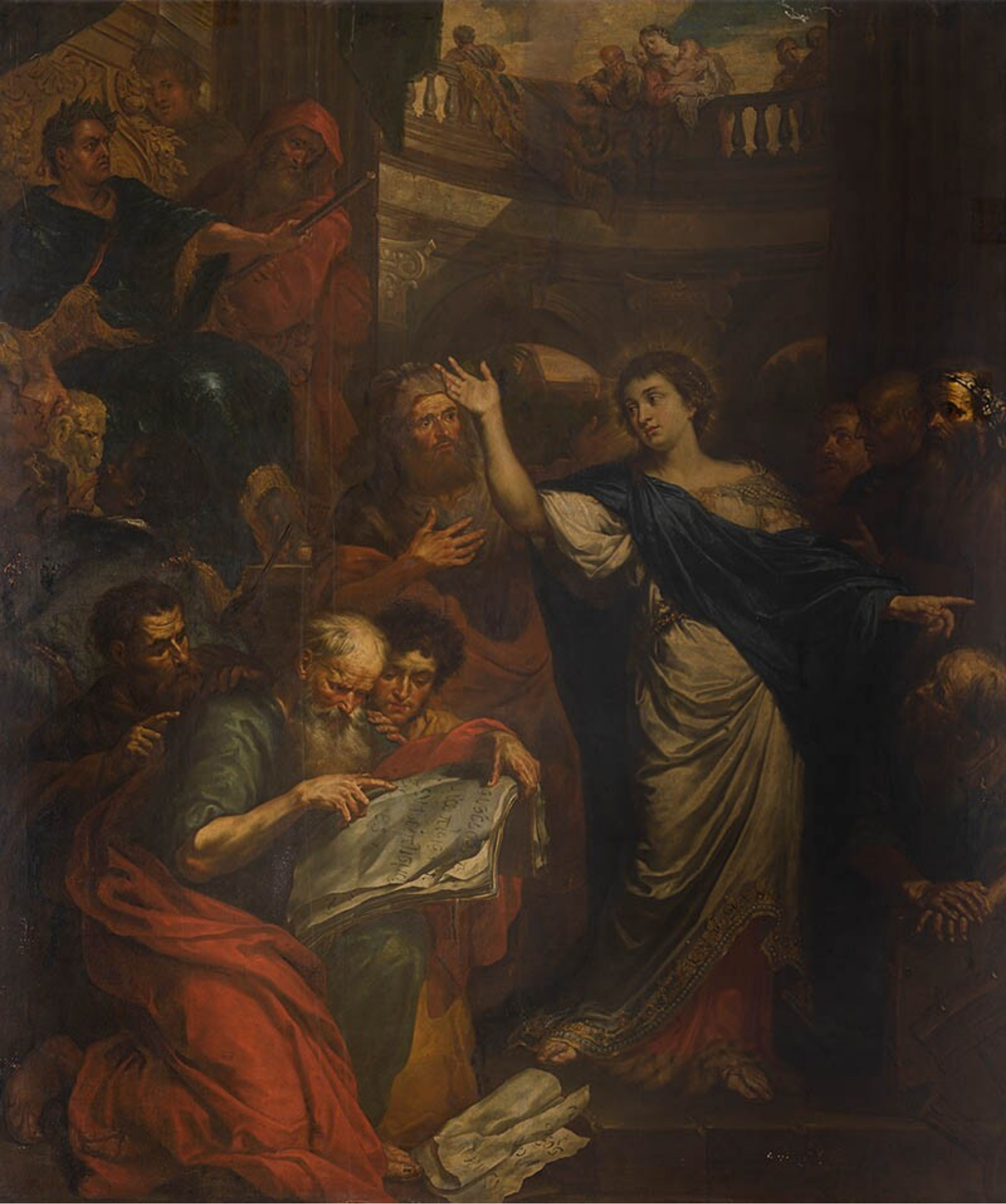
La dispute de Ste-Catherine contre les docteurs païens

Il forme 28 élèves dont Karel Breydel, Erasmus Causse, Gaspaer Janssens, Jan Thomas van Kessel, Henderick van Mael, Francis Scalie, Jan Baptist Kretsaert et Jacob Leyssens.
Son fils aîné Jan Frans devient un peintre de staffage qui collabore avec des peintres de natures mortes de fleurs et de fruits.

## Travaux
Il peint des portraits et des représentations religieuses chrétiennes et réalise un grand nombre de retables et de tableaux pour les églises et la bourgeoisie locale.
Comme c'était la coutume à Anvers à l'époque, il a souvent travaillé avec d'autres peintres spécialisés dans des genres particuliers. Il est connu pour avoir collaboré avec Gaspar Pieter Verbruggen l'Ancien, Gaspar Pieter Verbruggen le Jeune, Jan Pauwel Gillemans le Jeune, Jan Baptist de Crépu et Jacob Melchior van Herck, tous spécialistes des natures mortes de fleurs, et Ferdinand van Kessel, un paysagiste. Il peignait le staffage tandis que ces artistes apportaient les éléments de nature morte ou de paysage aux compositions.
Il a fourni des dessins pour les ateliers de tapisserie. On estime qu'il a collaboré avec Pieter Spierinckx (1635-1711) sur le dessin d’Orphée jouant de la lyre à Hadès et Perséphone (une scène d'Orphée et Eurydice ou Les Métamorphoses) qui a été tissé vers 1685 dans l'atelier Wauters à Anvers. Il a également produit une série de six cartons d'après des estampes de Charles Le Brun représentant l’Histoire d'Alexandre et Darius. 

## Une sélection d'œuvres
Ses tableaux les plus remarquables sont :
- La dispute de Sainte-Catherine contre les docteurs païens, Musée royal des Beaux-Arts d'Anvers
- La Cène (Église Saint-André d'Anvers)
- Portrait de Jan Basptist Greyns, diacre de la Guilde de Saint Luc et de l'Olijftak, Musée royal des Beaux-Arts d'Anvers